# Поле (Армізонський район)
По́ле (рос. Полое) — присілок у складі Армізонського району Тюменської області, Росія.
Населення — 57 осіб (2010, 72 у 2002).
Національний склад станом на 2002 рік:
- росіяни — 90 %